# Daniele Luchetti
Daniele Luchetti (Roma, 25 de juliol de 1960) és un director de cinema, guionista i actor italià.

## Vida i carrera
Luchetti va néixer a Roma. Va debutar com a ajudant de direcció de Nanni Moretti a Bianca (1983) i La messa è finita (1985). La primera pel·lícula de Luchetti com a director va ser Domani accadrà de 1988, que va guanyar un David di Donatello com a millor pel·lícula debutant i va rebre una menció al 41è Festival Internacional de Cinema de Canes.
El seu treball posterior va ser l'èxit Il portaborse (1991), amb Silvio Orlando com l'escriptor fantasma d'un polític despietat, interpretat per Nanni Moretti. Es va veure com una previsió de l'escàndol de corrupció Mani Pulite que va afectar Itàlia l'any següent. La pel·lícula va guanyar quatre premis David di Donatello.
L'espectacle teatral de Luchetti Sottobanco, inspirat en les obres de Domenico Starnone, es va convertir més tard en un llargmetratge titulat La scuola (1995).
Les seves pel·lícules més recents són El meu germà és fill únic (2006), per la qual Elio Germano va guanyar el David di Donatello com a millor actor en un paper protagonista, i  'La nostra vida (2010), que va ser l'única pel·lícula italiana seleccionada per a la competició oficial al 63è Festival Internacional de Cinema de Canes. Elio Germano va compartir el premi al millor actor de Clau , juntament amb Javier Bardem.
El 2022 dirigeix la tercera temporada de la reeixida sèrie de televisió italiana-americana L'amiga genial.
El 2023 va dirigir un documental dedicat a Carla Fracci, Codice Carla.

## Vida privada
Luchetti està casat amb l'actriu Stefania Montorsi amb qui ha tingut dos fills: Federico i Sofia, que també van aparèixer L'amiga genial 3, interpretant la primogènita d'Elena, Adele dita "Dede".

## Filmografia

### Director

#### Cinema
- Juke box (1985) – col·lectiu
- Domani accadrà (1988)
- La settimana della Sfinge (1990)
- Il portaborse (1991)
- Arriva la bufera (1992)
- L'unico paese al mondo (1994) – col·lectiu
- La scuola (1995)
- I piccoli maestri (1998)
- 12 pomeriggi – documental (2000)
- Dillo con parole mie (2003)
- El meu germà és fill únic (2007)
- All Human Rights for All, episodi La lettera (2008)
- La nostra vida (2010)
- Anni felici (2013)
- Chiamatemi Francesco - Il Papa della gente (2015)
- Io sono Tempesta (2018)
- Momenti di trascurabile felicità (2019)
- Lacci (2020)
- Codice Carla – docufilm (2023)
- Raffa - docusèrie (2023)
- Confidenza (2024)

#### Televisió
- ‘’ Chiamatemi Francesco’’ (2015)
- L'amiga genial – sèrie TV (2022 - 2024)

#### Teatre
- Sottobanco de Domenico Starnone (1992)
- La Scuola del llibre Sottobanco de Domenico Starnone (2014)

### Actor
- Bianca, dirigida per Nanni Moretti (1983)
- La messa è finita, dirigida per Nanni Moretti (1985)
- Juke box, diversos directors (1985)
- Palombella rossa, dirigida per Nanni Moretti (1989)
- Il portaborse, dirigida per Daniele Luchetti (1991)
- La scuola, dirigida per Daniele Luchetti (1995)
- Il cielo è sempre più blu, dirigida per Antonello Grimaldi (1996)
- Aprile, dirigida per Nanni Moretti (1998)
- Questione di cuore, dirigida per Francesca Archibugi (2009)
- Magnifica presenza, dirigida per Ferzan Özpetek (2012)

## Premis i reconeixements
- David di Donatello[8]
  - 1988 - Millor director novell per Domani accadrà
  - 1991 - Millor argument per Il portaborse
  - 1991 - Candidatura al millor pel·lícula per Il portaborse
  - 1991 - Candidatura al millor director per Il portaborse
  - 1996 - Millor pel·lícula per La scuola
  - 1999 - Candidatura al millor pel·lícula per I piccoli maestri
  - 2007 - Millor argument per El meu germà és fill únic
  - 2007 - Candidatura al millor pel·lícula per El meu germà és fill únic
  - 2007 - Candidatura al millor director per El meu germà és fill únic
  - 2011 - Millor director per La nostra vida
  - 2011 - Candidatura per il millor pel·lícula per La nostra vida
  - 2011 - Candidatura per la millor argument per La nostra vida
- Nastri d'argento
  - 1988 - Candidatura al millor director novell per Domani accadrà
  - 1992 - Candidatura ala millor guió per Il portaborse
  - 1996 - Candidatura per la millor guió per La scuola
  - 1996 – Candidatura a la millor pel·lícula per La scuola
  - 2008 - Millor guió per El meu germà és fill únic[9]
  - 2008 – Candidatura al millor director per El meu germà és fill únic
  - 2010 - Candidatura a la millor pel·lícula per La nostra vida
  - 2010 - Candidatura al millor guió per La nostra vida
  - 2014 - Candidatura a la millor pel·lícula per Anni felici
  - 2014 - Candidatura al millor guió per Anni felici
- Premi Flaiano
  - 2022 – Millor direcció televisiva per L'amiga genial
- Globo d'oro
  - 1988 - Millor opera prima per Domani accadrà
  - 1995 - Millor guió per La scuola
  - 2007 - Millor pel·lícula per El meu germà és fill únic
  - 2021 - Millor director per Lacci[10]
- Ciak d'oro[11]
  - 1992 - Millor pel·lícula per Il portaborse
  - 1992 - Millor guió per Il portaborse[12]
- XVI edició de la Mostra de València: Premi Pierre Kast al millor guió per La scuola[13]